# Anselm de Craon

Wappen derer von Craon

Anselm de Craon (* in Aosta; † 11. Januar 1148), zumeist Anselm von San Saba genannt, war ein kirchlicher Würdenträger des Hochmittelalters, der als Sohn des späteren Großmeisters des Templerordens, Robert de Craon, und einer Schwester des Erzbischofs Anselm von Canterbury geboren wurde. Er war Mönch, Benediktiner, Abt von San Saba in Rom, dann Apostolischer Nuntius in England, von 1121 bis 1148 Abt von Bury St Edmunds und von 1136 bis 1138 erwählter Bischof von London.

## Herkunft
Anselm von Craon stammt väterlicherseits aus dem französischen Hochadel und zwar aus dem Haus der Herren von Craon (im späteren Département Mayenne), das von den Grafen von Nevers aus dem Haus Monceaux abstammt. Er war darüber hinaus mit den Königen von Frankreich verwandt, da sein Ur-Ur-Großvater, Rainald I., Graf von Nevers (1028–1040) mit der Prinzessin Adele (Adelheid) von Frankreich, Gräfin von Auxerre († nach 1163), einer Tochter von König Robert II. dem Frommen von Frankreich (987–1031), verheiratet war. Er war damit ein Cousin 4. Grades von König Philipp II. August von Frankreich (1180–1223).
Anselm war der einzige überlebende Sohn des Robert de Craon, auch bekannt als Robert le Bourguignon (der Burgunder), der als Witwer in den Templerorden eintrat und diesen Orden als zweiter Großmeister von 1136 bis 1147 leitete.
Mütterlicherseits war Anselm langobardischer Herkunft durch seinen Großvater Gandulf, der ein Verwandter des Grafen Humbert II. von Maurienne (Haus Savoyen) war und verwandtschaftlichen Beziehungen zur Gräfin Mathilde von Canossa hatte. Anselms Großmutter, von der nur der Vorname Ermenberga bekannt ist, stammte aus Aosta, das damals schon im Besitz der Grafen von Savoyen stand, aber als Teil des Königreiches Burgund zum Heiligen Römischen Reich gehörte.
Anselms Mutter Richhilde war die einzige Schwester des Anselm von Aosta, besser bekannt als Anselm von Canterbury, der von 1093 bis 1097 Erzbischof von Canterbury war, wegen seiner herausragenden Arbeiten als Philosoph und Theologe „doctor magnificus“ genannt wurde, als „Vater der Scholastik“ gilt, 1494 von Papst Alexander VI. (1492–1503) heiliggesprochen und 1720 von Papst Clemens XI. zum Kirchenlehrer ernannt wurde.
Während die Herkunft seiner Mutter als Schwester des Anselm von Canterbury allgemein bekannt ist, ist die väterliche Herkunft Anselms weitgehend unbekannt geblieben. Er wird zumeist mit dem Namen „Anselm von San Saba“ genannt, was insofern irreführend ist, da dieser nichts mit seiner Herkunft zu tun hat, sondern der Name einer Abtei ist, die Anselm vorübergehend als Kommendatarabt geleitet hat. Seine Herkunft ist jedoch eindeutig der Dokumentation „Les Templiers et les Croisades“ zu entnehmen. Dort werden u. a. zwei Schreiben des Anselm von Canterbury an seinen Schwager Robert de Craon zitiert. In dem einen unterstreicht er die Vorteile der geistlichen Berufung seines Neffen, obwohl er der einzige überlebende Sohn seiner Schwester und des Robert de Craon war. In dem anderen Schreiben rät er seinem Schwager Robert, die von ihm angedachte Pilgerfahrt in das Heilige Land trotz Zurücklassung seiner Frau (der Schwester Anselms von Canterbury) zu unternehmen, um sich seiner Sünden zu entledigen, jedoch für seine Frau „für alle Fälle“ vorzusorgen.

## Leben

### Jugendjahre

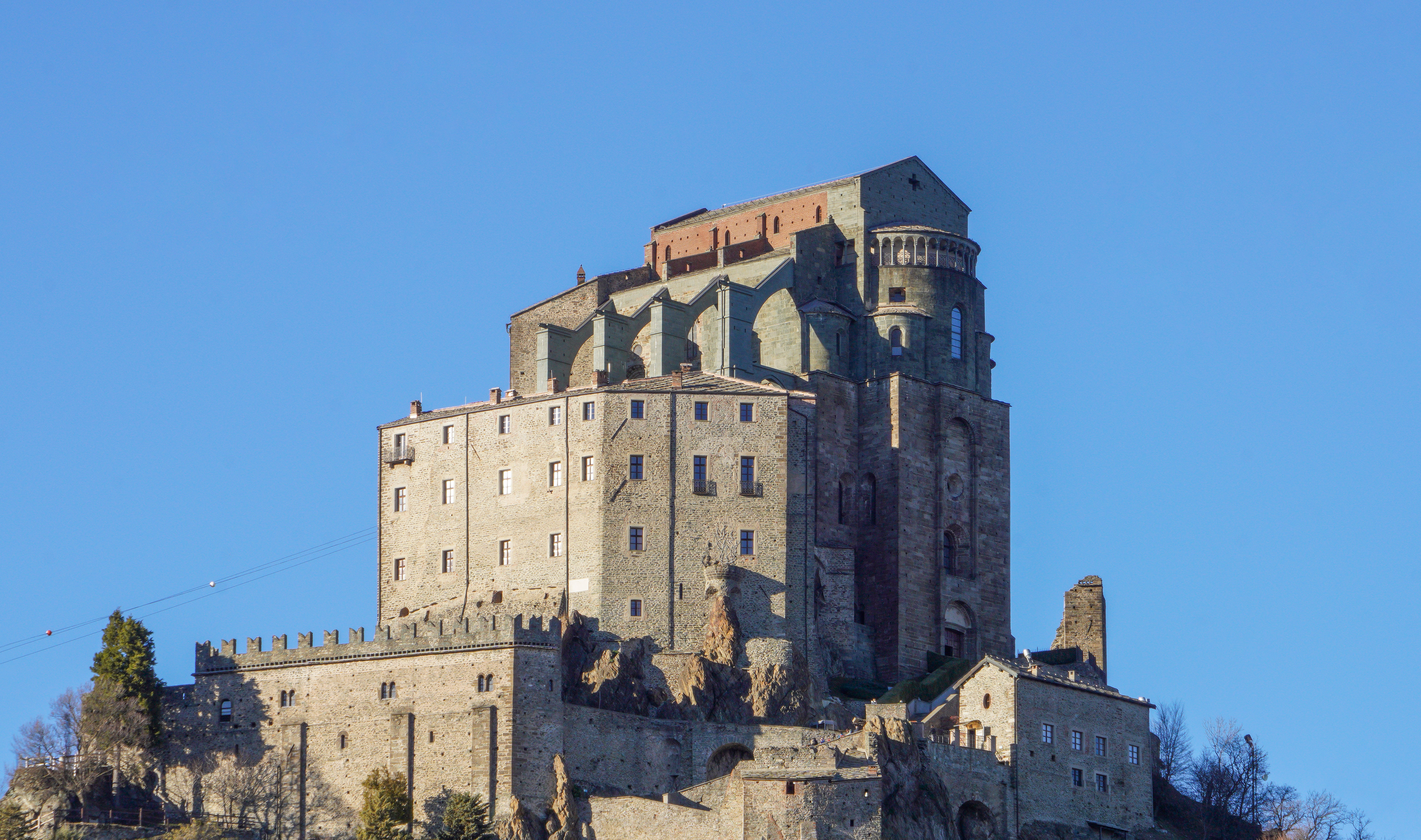
Die Abtei Sacra di San Michele

Anselm von Craon wurde – wie sein Onkel Anselm von Canterbury – der ursprünglich Anselm von Aosta genannt wurde – in Aosta (heute Hauptstadt der Region Aostatal in den italienischen Alpen) und damit in der Heimat seiner Mutter geboren, wo er in seiner Kindheit aufwuchs und seiner ersten Erziehung erhielt. Er war der älteste Sohn seiner Eltern, wurde aber durch den frühen Tod seiner Geschwister zum einzigen Kind. Trotzdem wurde er – wohl unter dem Einfluss seines Onkels Anselm – für die geistliche Laufbahn bestimmt. Er trat jung als Mönch in die Abtei des Benediktinerordens Sacra di San Michele im Susatal, in der norditalienischen Region Piemont ein, wurde dann aber von seiner Mutter ihrem Bruder Anselm zur weiteren Ausbildung anvertraut.
Dieser war 1059 in die Normandie gereist und 1060 als Mönch in die Benediktinerabtei Le Bec im heutigen Le Bec-Hellouin im Département Eure in der Normandie eingetreten, wo ihn der gleichfalls aus Italien stammende Prior Lanfrank von Bec förderte. Im Jahr 1063 wurde Lanfrank Abt der Abtei St. Stephan, worauf Anselm ihm als Prior der Abtei von Le Bec nachfolgte und 1079 zum Abt dieser Abtei benediziert wurde. Anselm von Craon erhielt dort eine umfassende theologische und philosophische Ausbildung, da sein Onkel das Kloster Le Bec zu einem hervorragenden Zentrum der Gelehrsamkeit in Europa ausgebaut und dort auch seine ersten philosophischen Werke veröffentlicht hatte. Anselm nahm darüber hinaus zweifellos Anteil an der Bewegung der Kirchenreform, da er Zeuge der energischen politischen Bemühungen seines Onkels war, die Abtei Le Bec sowohl von weltlicher Einflussnahme – insbesondere durch Robert de Beaumont, dem ersten Earl of Leicester – als auch von geistlicher Kontrolle durch den Erzbischof von Rouen freizuhalten. Sein Onkel reiste damals wiederholt nach England, um die dortigen Besitzungen des Klosters zu inspizieren und zugleich seinen Mentor Lanfrank zu besuchen, der seit 1070 Erzbischof von Canterbury war.
Es ist wahrscheinlich, dass Anselm de Craon dadurch die Möglichkeit hatte, seinen Onkel gelegentlich auf dessen Reisen nach England zu begleiten und sich mit der dortigen Situation der Kirche vertraut zu machen. Als sein Onkel Anselm im Jahre 1093 von Wilhelm II. dem Roten, König von England (1087–1100) – der ein Sohn von Wilhelm dem Eroberer war – zum Erzbischof von Canterbury bestellt wurde und daher nach England ging, dürfte sein Neffe Anselm in der Abtei Le Bec geblieben sein, da es zu dem Zeitpunkt keine Hinweise auf seine Übersiedlung nach England gibt.

### Beginn der Karriere

Siegel von Anselm von Canterbury, Onkel von Anselm de Craon

Eine Wende in der Laufbahn Anselms ergab sich als Nebeneffekt der seit 1076 schwelenden Krise der abendländischen Politik: dem Investiturstreit zwischen Rom und den Fürsten Europas, denn dadurch kam Anselm von Craon nach Rom und konnte dort seine Karriere beginnen.
Sein Onkel Anselm stand als Erzbischof von Canterbury eindeutig auf Seiten der Reform, nämlich die Kirche von der weltlichen Einflussnahme zu befreien. Diese Haltung führte dazu, dass der Investiturstreit auch auf England übergriff. Der Erzbischof geriet dabei mit seinem früheren Protektor Wilhelm II. der Rote (1087–1100) in so heftigen Streit, dass er 1097 gezwungen wurde, nach Frankreich ins Exil zu gehen. Er blieb dort bis 1101 und hielt sich vermutlich vorwiegend in seiner früheren Abtei Le Bec auf und bot damit seinem Neffen Anschauungsunterricht über die Auseinandersetzung zwischen Kirche und Staat. Als Heinrich I. „Beauclerc“ (1100–1135) im Jahre 1100 als König von England nachfolgte, war Anselm von Canterbury noch im Exil in Frankreich, sodass die Krönung in der Westminsterabtei vom Bischof von London vorgenommen werden musste.
Bald darauf wurde jedoch Anselm von Canterbury vom König nach England zurückgerufen. Er kehrte daher 1101 nach England zurück, war jedoch entschlossen, das von Papst Gregor VII. 1099 festgelegte Verbot der bisher üblichen Belehnung der Bischöfe mit Stab und Ring gegenüber dem König von England durchzusetzen. Dies führte wiederum zu Streit, und 1103 zum neuerlichen Exil des Erzbischofs. Während dieses zweiten Exils reiste er nach Rom, um mit Papst Paschalis II. (1099–1118) die weitere Vorgehensweise im laufenden Investiturstreit mit England zu klären.

### Abt von San Saba
Bei dieser Reise durfte ihn sein Neffe, Anselm von Craon begleiten, der dadurch in Kontakt mit der römischen Kurie kam. Wohl nicht ganz ohne Fürsprache seines Onkels wurde Anselm von Craon vom Papst zum Kommendatarabt des Klosters San Saba ernannt, dem er seinen später gebräuchlichen Namen verdankt.

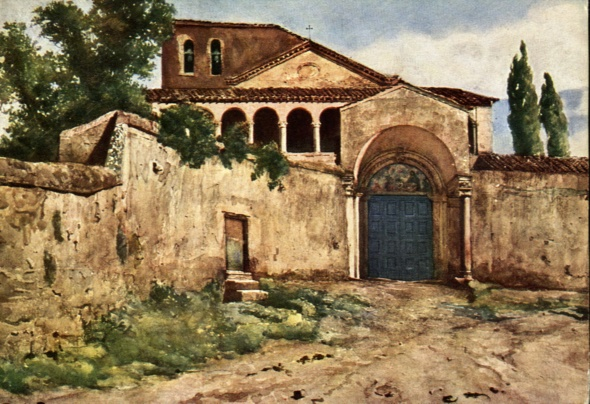
San Saba ca. 1880

Diese Abtei, von der heute nur noch die (stark veränderte) Kirche erhalten ist, lag auf dem kleinen Aventin (heute Piazza Gian Lorenzo Bernini) in der römischen Rione San Saba und steht der Legende nach auf dem Platz, wo das Haus der Mutter des Kirchenvaters und Papstes Gregors des Großen, der Heiligen Silvia, stand, die in diesem Haus ein Oratorium gründete, das als Cella Nova bezeichnet wurde. Zur Zeit seines zweiten Exils lebte Anselm von Canterbury weitgehend in Lyon, während sein Neffe – der nunmehr Anselm von San Saba genannt wurde – in Rom blieb. Er blieb dort, auch nachdem sein Onkel 1105 nach einem Kompromiss mit König Heinrich I. nach England in sein Amt zurückkehrte und auch, als dieser am 21. April 1109 in Canterbury starb und in der dortigen Kathedrale bestattet wurde.

### Päpstlicher Legat
Als nach dem Tod seines Onkels dessen Nachfolger als Erzbischof Ralph d’Escures eine Gesandtschaft mit der Bitte um Verleihung des Palliums nach Rom sandte, wurde Anselm dem Abt von San Saba die ehrenvolle Aufgabe übertragen, als Legat des Heiligen Stuhls dem neu gewählten Erzbischof von Canterbury das Pallium, das Zeichen der Teilhabe des Metropoliten an der Hirtengewalt des Papstes, zu überbringen. Dies war auch deswegen eine besondere Freude für Anselm, da Ralph d’Escures bis 1079 sein Mitbruder und Studienkollege in der Abtei Le Bec in der Normandie gewesen war.
Unterwegs hatte er noch einen Auftrag des Papstes zu erledigen: Nämlich König Heinrich II. eine Beschwerde des Papstes wegen der geringen Erträge des Peterspfennigs in England und anderen dem König unterstehenden Territorien zu überbringen. Anselm traf König Heinrich II. in der Normandie, erledigte seinen Auftrag, reiste weiter nach England, wo er Erzbischof Ralph d’Escures im Juli 1111 das Pallium überreichte. Anschließend kehrte Anselm nach Rom zurück.
Im Jahre 1115 wurde Anselm von Craon von Papst Paschalis II. eine wichtige diplomatische Mission übertragen, indem er ihn zum ständigen päpstlichen Legaten in England ernannte. Anselm begab sich daher nach England, wurde von König Heinrich I. am 15. September 1115 im Palace of Westminster empfangen, stieß jedoch in bezüglich seiner Funktion als ständiger Legat auf Ablehnung. Gegen diese Funktion war nicht nur der König, der in ihm wohl einen ständigen päpstlichen Überwacher sah, sondern auch der Klerus. Dies galt insbesondere für seinen früheren Mitbruder, dem nunmehrigen Erzbischof von Canterbury, Ralph d’Escures, der – wie seine Amtsvorgänger – Lanfrank und Anselm von Canterbury selbst auf diese Funktion Anspruch erhob.
Anselm versuchte trotz dieser Widerstände seine Anerkennung als ständiger Legat zu erreichen, besuchte daher König Heinrich I. in der Normandie, der jedoch diese Anerkennung neuerlich verweigerte. Da eine direkte Begegnung zwischen König Heinrich I. mit dem neuen Papst Calixtus II. im August 1116 zu Gisors zwar eine allgemeine Annäherung der Standpunkte, aber keine Änderung der Haltung des Königs gegenüber der Frage eines ständigen Legaten aus Rom brachte, musste Anselm seine Mission abbrechen und nach Rom zurückkehren, wo er bis 1120 blieb.

### Abt von Bury St. Edmunds

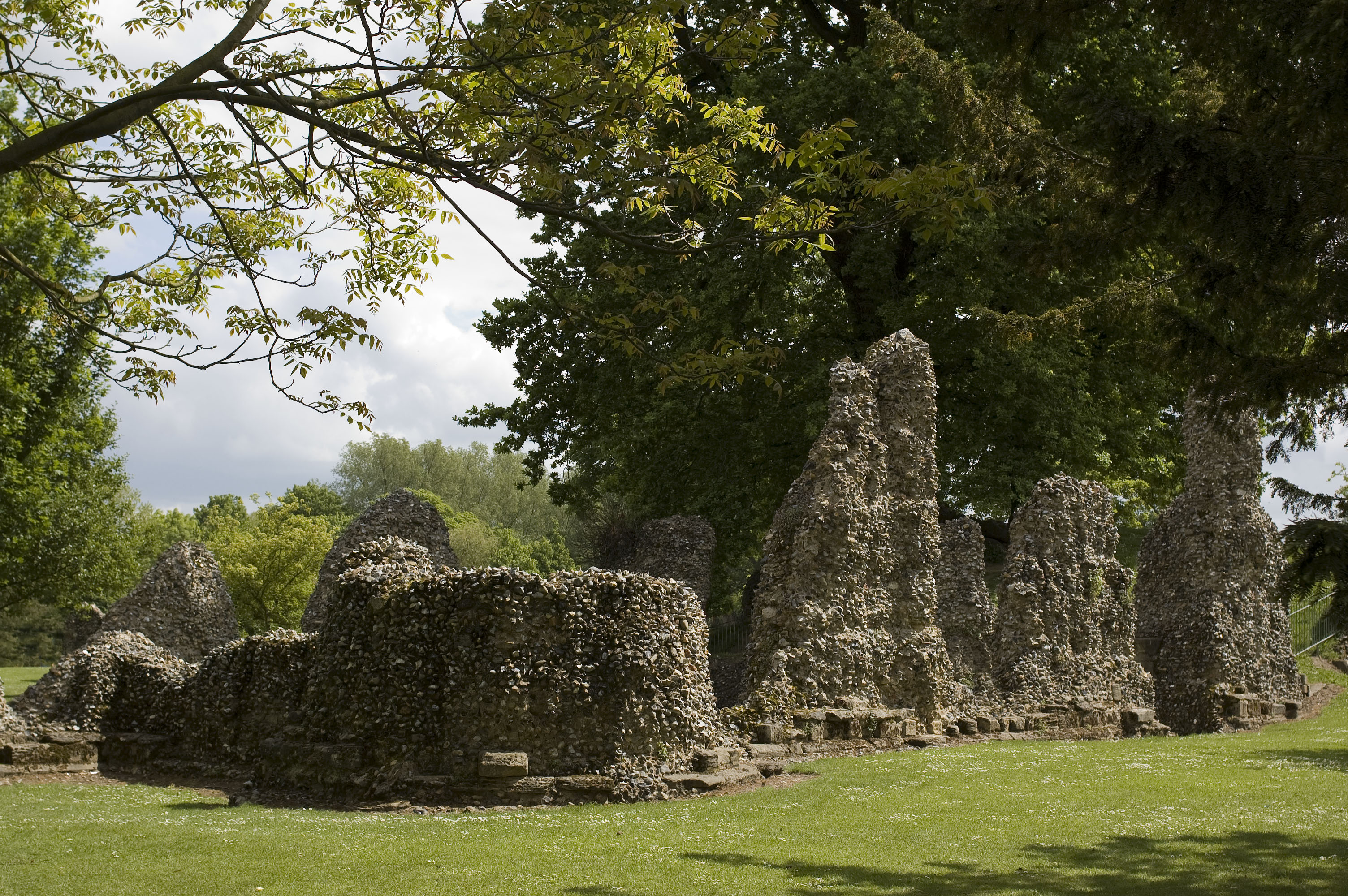
Ruinen der Abteikirche von Bury St. Edmunds

Im Jahre 1121 begab sich Anselm nach England, da ihm die Leitung der Benediktinerabtei St. Edmunds in der gleichnamigen Stadt in der Grafschaft Suffolk angeboten worden war. Er nahm dieses Angebot an, denn diese Abtei war seit langem berühmt als Begräbnisort von Edmund dem Märtyrer (* um 841; † 20. November 869), der von 855 bis 869 als König das angelsächsische Königreich East Anglia regiert hatte. Er war in der Schlacht gegen dänische Wikinger unter Ivar Ragnarsson besiegt und schließlich getötet worden, da er sich weigerte, seinen Glauben aufzugeben. In der Folge wurde er daher als Märtyrer und Heiliger verehrt, was rasch zu einem wachsenden Strom von Pilgern sowie zu zahlreichen Spenden und Vermächtnissen führte, die Bury St Edmunds zu einer der reichsten Abteien Englands machten.
Die langjährige Erziehung und das Vorbild seines Onkels bewirkten, dass die Abtei unter der Leitung von Anselm einen bedeutenden intellektuellen Aufschwung erlebte, der Bury St Edmunds zum geistigen Zentrum von East Anglia machte.

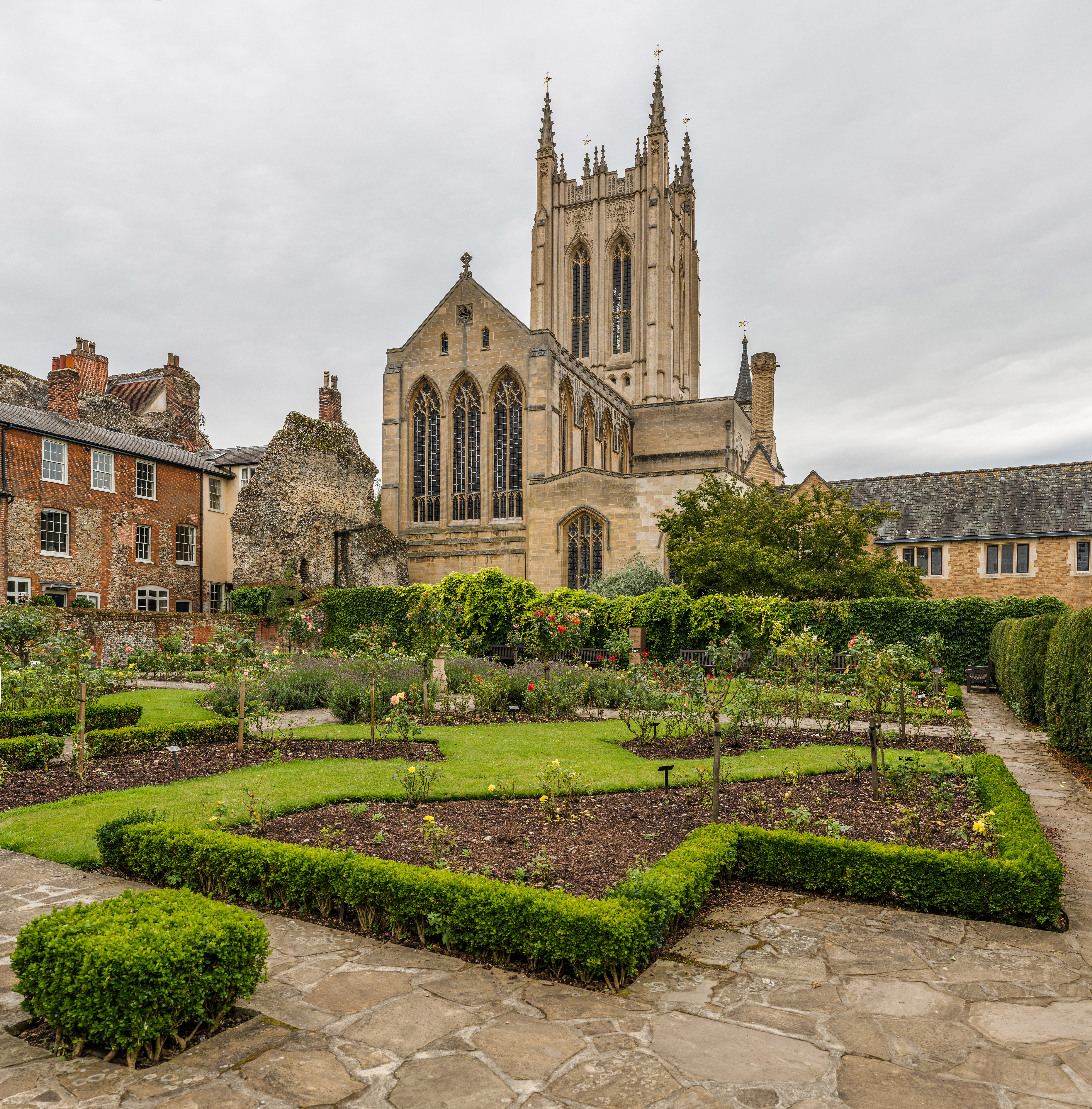
St Edmundsbury Cathedral, Suffolk, UK

Anselm erwies sich jedoch auch als bedeutender Bauherr. Im Jahre 1125 stiftere er im Klosterbereich die St. Mary’s Church und ließ dort die St James’s Church erbauen, die 1135 vollendet wurde. Es handelt sich dabei um die heutige Kathedrale der Diözese von St Edmundsbury and Ipswich, die St Edmundsbury Cathedral, die zur Kirchenprovinz des Erzbistums Canterbury gehört. Anlass zur Stiftung der St James’s Church war der Wunsch von Abt Anselm, entlang des Jakobsweges eine Pilgerreise nach Santiago de Compostela zum Grab des Heiligen Jakobus dem Älteren zu unternehmen. Da diese nicht zustande kam, ließ er in seinem Kloster eine Kirche erbauen, die dem Heiligen Jakob geweiht ist. Es war dies die erste Kirche in England, die diesem Heiligen geweiht wurde.
Während von der von seinem Vorgänger Abt Baldwin 1095 fertiggestellten Abteikirche, die mit einer Länge von 154 Metern und 75 Metern Breite zu den größten Kirchen des Landes zählte, heute nur noch geringe Mauerreste vorhanden sind, bestehen die beiden von Abt Anselm gestifteten Kirchen bis heute, wenn auch stark umgebaut.

### Bischof von London
Auf Grund seiner Verdienste als Abt wurde Anselm am 22. März 1136 von der Mehrheit des Domkapitels der St Paul’s Cathedral  in London zum Bischof von London gewählt und im darauffolgenden Jahr inthronisiert. Inzwischen hatte sich jedoch die politische Situation geändert. König Heinrich I. war 1135 ohne männlichen Erben gestorben und hatte daher von den Baronen seine Tochter Matilda (Maud) (* 1102, † 1167), die Witwe des römischen Kaisers Heinrich V. (1111–1125) als Nachfolgerin und Königin von England anerkennen lassen, die damit zur ersten regierenden Herrscherin in der englischen Geschichte werden sollte.
Ihr erwuchs jedoch in Stephan von Blois (* 1097; † 25. Oktober 1154) ein gefährlicher Rivale, da dieser als Sohn von Graf Stephan II. von Blois und der Adela von der Normandie ein Enkel von Wilhelm dem Eroberer war, daher behauptete höhere Anrechte auf den englischen Thron zu haben. Er war am Hof seines Onkels König Heinrich I. von England aufgewachsen und übernahm 1135 die Macht in England, da die rivalisierende Königin Mathilde erst 1139 nach England kam, um ihre Ansprüche durchzusetzen. König Stephan kannte Anselm als Verfechter des reformorientierten päpstlichen Standpunktes und wollte ein Wiederaufflammen der Streitigkeiten vermeiden, die sein Vorgänger mit dem Onkel Anselms – Anselm von Canterbury – hatte. Er verweigerte Anselm daher die Anerkennung als Bischof von London sowie die Übergabe der weltlichen Güter. Anselm war zwar gewählt und inthronisiert, konnte jedoch dadurch sein Bischofsamt nicht ausüben. Seine Hoffnung auf päpstliche Unterstützung blieb vergeblich, da Papst Innozenz II. (1130–1143) angesichts der Wahl eines Gegenpapstes Anaklet II. (Petrus Pierleoni) (1130–1138) dringend der Unterstützung des Königs von England bedurfte. Er gewährte daher Anselm keine Unterstützung, sondern annullierte 1138 seine Wahl zum Bischof von London. Anselm zog sich daraufhin in die seine Abtei Bury St Edmunds zurück, wo er am 11. Januar 1148 verstarb.